# Ksar Lobbeira
Ksar Lobbeira est un ksar de Tunisie situé à Médenine.

## Localisation
Le ksar est situé dans le centre de Médenine, au voisinage de la mosquée Sidi Ali Ben Abid, et accessible uniquement en passant par Ksar Ommarsia. Il formerait à l'origine un ovale mesurant cent mètres de long sur cinquante mètres de large.

## Histoire
Le site est ancien, les premiers ksour de Médenine ayant été construits au début du XIXe siècle, à l'initiative du saint Sidi Ali Ben Abid après son installation dans une grotte sur un site désormais occupé par une mosquée portant son nom. À son apogée en 1930, la ville accueille une agglomération de quelque 25 ksour, la plus grande du pays avec un total de 6 000 ghorfas, avant la démolition de la plupart d'entre eux en 1960.
De nos jours, seuls trois de ces ksour subsistent dont Ksar Lobbeira. Celui-ci tire son nom d'un ancien puits.
Le 10 janvier 2020, le gouvernement tunisien propose les ksour de Médenine dont Ksar Lobbeira pour un futur classement sur la liste du patrimoine mondial de l'Unesco.

## Aménagement
Le ksar ne conserve que sa partie sud-ouest (130 ghorfas réparties sur trois étages), soit moins de la moitié du complexe d'origine, le reste ayant été démoli pour laisser la place à un théâtre en plein air.
Ksar Lobbeira a été restauré avec des portes en bois.

## Utilisation
Le site accueille le musée des coutumes et des traditions de Médenine qui occupe la cour et plusieurs ghorfas.